# 东安郡 (东汉)
東安郡，東漢末期置，曹魏時省，西晉時復置。
據王先謙《後漢書集解》考証，漢末的東安郡的設置時間大約在漢獻帝建安四年（199年）以前，自琅邪國分割設置，以縣有東安縣命名。三國初期時廢，省入東莞等諸郡中。西晉元康七年（297年），分東莞復置東安國，為司馬繇封國。
| 晉朝东安國（291年—311年） |        |        |          |             |              |
| 傳位                      | 稱號   | 姓名   | 在位年數 | 在位時間    | 備註         |
| 第1代                     | 东安王 | 司馬繇 | 1年      | 291年       | 司馬伷第三子 |
| 免爵，后復爵              |        |        |          |             |              |
| 第1代                     | 东安王 | 司馬繇 | 4年      | 301年—304年 | 司馬伷第三子 |
| 第2代                     | 东安王 | 司馬浑 |          | ？—311年    | 司馬觐子     |
| 國絕                      |        |        |          |             |              |

## 歷任太守
- 劉修，東漢建安年間任東安太守。（《魏志·曹植傳》注引摯虞《文章志》）
- 郭智，曹魏黃初年間任東安太守。（《魏志·杜畿傳》注引《傅子》）
- 續咸，西晉永嘉年間任。（《晉書·儒林傳》）
- 楊方，東晉太寧年間任。（《晉書·楊方傳》）